# R・G・B!
『R・G・B!』（あーる・じー・びー）は、イラストレーター鈴平ひろ とシナリオライターあごバリア、『電撃萌王』（アスキー・メディアワークス）のコラボレーションによる読者参加企画ならびにその派生作品である。

## 概要
鈴平ひろと『電撃萌王』の担当者が、Webと連動しつつ展開を仕掛ける作品をやりたいという話をしたことから企画がスタート。怪盗と魔法少女のコンセプトなどは鈴平が作ったが、1人で絵と話を行うのは無理と鈴平は判断し、シナリオをあごバリアが担当することとなった。
あごバリアによるキャラクターノベルと鈴平ひろによるイラストレーションが、隔月刊誌『電撃萌王』2007年12月号よりスタート。魔法少女である志木三姉妹の翠、浅緋、藍が主人公。第2話以降は浅緋、藍、翠が順にヒロイン（第18話で志木橙夏も加わる）となり、従兄弟である志木白斗との萌える日常生活が展開される。
当初は公式モバイルサイトから配信される「魔法＆怪盗サイド」がメインであり、『電撃萌王』に掲載される「日常サイド」はサブ的な位置付けになるはずだった。しかしモバイルサイトでの本編掲載は1話にとどまり、後にコミックで補完してもらう形となる。
第5話が掲載された2008年8月号以降は、読者参加企画として前号に掲載された3種類のストーリー展開（最後の方は衣装選び）の中から、アンケートハガキやWeb、モバイルの公式サイトを通じて投票を行い、最も多かった選択肢によるノベルが掲載されている。なお選ばれなかった2つの選択肢については、どのようなストーリー展開にするつもりであったかというあごバリアの解説が公式HP内ブログ「R・G・B! バックヤード」に掲載されている（ただし、第15話まで）。選択肢の内容はいずれも、誌上に掲載される季節にちなんだものとなっている。
2009年2月号は休載。理由は、年6回の連載を三姉妹で順番に回すと、登場する季節が毎年同じになるため、それをずらすためである。2012年8月号で完結した。
公式モバイルサイトでは、過去の掲載作品ならびに本編1話を有料で読むことができる。
『電撃萌王』2010年2月号からはあごバリア原作、シロガネヒナ画によるコミックの連載が始まり、2012年2月号まで連載された。三姉妹および従姉妹である志木橙夏による魔法少女としての活躍が中心となっている。ただし、全ての魔法を集めるまでに至らないまま、完結している。
2012年3月26日に発売された『電撃おとなの萌王 Vol.01』（アスキー・メディアワークス）には、特別編『R・G・B！ X-rated！』が掲載された。

## ストーリー
志木白斗は両親の海外転勤に伴い、山吹市に住む親戚の志木家に居候することとなった。10年ぶりに出会った翠、浅緋、藍の三姉妹。しかし三姉妹は、実は魔法使いであった。三姉妹は、曾祖父で魔法使いであった志木金治が残し、死後は行方知れずとなっていた魔法のアイテムを回収し続けていた。しかしその事実を白斗は知らない。

## 登場人物
志木 浅緋（しき あさひ）
17歳。誕生日：7月21日。身長159cm。A型。3サイズB82(C)/W58/H83。
志木三姉妹の次女。私立七ツ橋学園（ななつばしがくえん）高等部2年D組。肩に触れない程度の赤い髪が特徴の元気者。顔立ちは整っているが、やや童顔。イメージカラーも赤。
世話好きの頑張り屋で、志木家の家事をほとんど担当している。運動神経は抜群だが、勉強は苦手。意地っ張りなところがあり、同い年の白斗にはよく勝負を挑んでいるが、料理と掃除以外は負け続きである。明るいが男っぽい性格のため、白斗からは異性としてあまり意識されていない。その可愛い容姿から男子人気は高いが、本人は気付いていない。
その意地っ張りな性格のため、白斗のことを異性として見ないようにしてきた。しかし第19話で本心に気付き、白斗の好みとなるよう、髪を伸ばし始める。
魔法アイテムの回収では前線を担当。本物の魔法を使うことはできないが、浅緋が持つ「ジュエル」に封じ込められた魔法をクリアが呼び出して浅緋に憑依させ、魔法の意識と浅緋の意識をシンクロさせる「憑依魔法」により、魔法を使用することができる。
キャラクターノベルの第27話（最終回）では、白斗からの告白を受ける。
志木 藍（しき あい）
15歳。誕生日：11月13日。身長146cm。AB型。3サイズB75(A)/W53/H78。
志木三姉妹の三女。私立七ツ橋学園中等部3年C組。膝裏まで届く青くて長い髪をツインテールにしている。冷静そうな顔立ちだが、身体は小柄で未成熟。イメージカラーは青。
人見知りが強く、言葉や表情を素直に表せず、その分好意を態度で示そうとしている。誰よりも早く家へ帰り、帰ってきた人にお茶を淹れている。そのため、友人との付き合いは少ないが、周囲も理解している。趣味・特技は美味しい紅茶を淹れること。口調は時に毒舌。胸が小さいことを悩んでいる。
白斗のことは兄のように慕っていたが、徐々に異性として意識するようになる。また白斗のことが絡むと周囲が見えなくなり、暴走することもしばしばである。第21話では、白斗とのデートの最後に、ファーストキスを捧げている。
三姉妹の中では唯一、本物の魔法使い。しかし魔法アイテムの回収では後方支援を担当している。
4ヒロインの中では最も人気が高く、白斗とのデートの相手を決める第21話の投票では1位に輝いている。
志木 翠（しき みどり）
18歳。誕生日：5月6日。身長162cm。O型。3サイズB87(E)/W59/H82。
志木三姉妹の長女。私立七ツ橋学園高等部3年B組。背中まで伸びた緑色の長い髪が特徴。知性を感じさせる優しい瞳を持った美少女。IQ180の天才少女だが、運動神経は壊滅状態。イメージカラーは緑。周りの女性陣がうらやむほど、スタイルが良い。
普段はおっとりとしており、天然な受け答えが多い。時には計算高い行動をとることもあるが、家族に対する愛情は強い。ただその方向は、時々ハプニングへ結びつく結果となっている。昔から弟がほしかったため、白斗にはベタ甘であり、いつも抱きついては世話を焼いている。家事は全くダメで、料理は腹を壊すことがすでに前提となっている。学園での人気は非常に高いが、男性には興味がない。
白斗のことは弟としか見ていないが、ときに異性として見ている言動もしており、その本心は不明。
魔法アイテムの回収では、後方で頭脳労働を担当している。また、回収した魔法からジュエルを作り出す作業を、藍の力を借りて行っている。
志木 白斗（しき はくと）
17歳。誕生日：7月21日。
ノベルの主人公。両親の海外転勤により、親戚である志木家へ同居することとなり、私立七ツ橋学園高等部2年D組へ転校する。眼鏡をかけた理知的な瞳が特徴。三姉妹とは10年前に一度出会ったきり。
勉強もスポーツもそつなくこなすのだが、面倒事には手を出さない。ただし小さいころから従妹の橙夏が勝負を挑んできたため、それに応えようと陰では努力を続けてきた。普段はボーっとしているが、空気を読む能力には長けており、ここぞという時に手を貸したり声を掛けたりするため、女性人気は意外と高い。
魔法のことについては何も知らない。ただ、魔法の事は嫌っている。その理由はコミック第2巻で明かされるものの、具体的背景は不明のままである。
志木 橙夏（しき とうか）
白斗と同い年で幼馴染の従妹。後に白斗を追い、私立七ツ橋学園高等部2年D組へ転校する。態度や言葉遣いが丁寧な、文武両道容姿端麗の美少女。翠より少し胸は小さいが、スタイルは抜群。三姉妹とは10年前に一度会ったことがある。
白斗とは家が近所であり、白斗の両親が仕事で留守のときは橙夏の家へ預けることが多かったため、白斗とは兄妹のように一緒に過ごしていた。負けん気が強く、小さいころから白斗と張り合って全ての事で勝負を挑んできた。しかしほとんどの場合は白斗に負け続けたため、いつかは勝とうと常に努力を続けてきた。その思いはいつしか恋に変わっていき、周囲もそういう視線で見ていた。
志木家の分家ではあるが魔法の事を知っており、三姉妹とは別に魔法のアイテムを回収し続けていた。サポートマスコットである黒三郎を通じ、魔力を弾に変えた拳銃が武器。
コミックではcarat.2から登場するが、ノベルでは白斗が過去を思い出す形でのみしか登場せず、実際に登場したのは第15話からであり、第18話で転校して白斗と再会する。
他のヒロインたちと違い、白斗のことを異性として好きであると公言している。
クリア
三姉妹のサポートマスコット。コミック版のみの登場。魔法使いである志木金治が作り出した三体のサポートマスコットの一つで、伝達やバックアップを担当する。白いウサギのぬいぐるみの姿をしているが、額には大きな紅い宝石が埋め込まれている。浅緋が魔法の封じ込められているジュエルを宝石にかざすことで、クリアはその魔法を浅緋に憑依させる（インストールする）ことができる。
ブラック
志木橙夏のサポートマスコット。コミック版のみの登場。魔法使いである志木金治が作り出した三体のサポートマスコットの一つで、魔法の強化を担当する。黒猫のぬいぐるみの姿をしており、額には宝石が埋め込まれている。橙夏は「黒三郎」と呼んでいる。
残り一体は出てこないまま、コミック版は完結している。
山野 紫（やまの むらさき）
白斗や浅緋のクラスメイト。両親はマーケットを経営。バレンタインデーの手作り義理チョコレートを競売するなど、本人の夢は未来の豪商。頼めばなんでも手に入れてくるが、手に入れるまでのプレミアもしっかりと値段に含んでいる。黄太の事は「おーたん」、白斗の事は黄太に合わせて「はっくん」と呼んでいる。
藤 黄太（ふじ おうた）
白斗や浅緋のクラスメイトでクラス委員。転校初日から白斗の事を気にかけ、いつしか白斗の友人となる。白斗の事は「はっくん」と呼んでいる。真面目な性格だが、冗談が通じないところがある。特技は、何でも一気飲みできること。
志木 金治（しき きんじ）
三姉妹や白斗、橙夏の曾祖父である偉大な魔法使い。故人。約50年前までの志木家の当主。山吹市（当時は村）の大地主でもあった。魔法によって多くの人を幸せにしたいと、様々な力を持った魔法を憑依させた道具を次々に生み出した。金治の死後は魔法の存在を知らないものたちによって売り払われ、山吹市の各地に散らばっている。
金治はこれらの道具が、魔法を知らない人間からの無意識に浴びせられる微力な魔力をためこみ、いつしか暴走することを予想し、魔法を回収するための手段として三体のサポートマスコットを準備していた。志木家の本家であり、魔法使いの血筋を引いている三姉妹はクリアからそのことを聞き、魔法の道具（アイテム）を回収することを始めた。

## 単行本
- 『R・G・B!』第1巻：2010年12月18日発売、ISBN 978-4-04-870193-8
  - コミック版とノベル版の2冊セット。コミック版は『電撃萌王』2010年2月号-12月号掲載分、ノベル版は『電撃萌王』2007年12月号-2009年4月号（2009年2月号は休載）掲載の第8話までと、橙夏にスポットを当てた書き下ろし「オレンジは白い花のもとに実って」を収録。
- 『R・G・B!』第2巻：2012年2月27日発売、ISBN 978-4-04-886401-5
  - コミック版のみ。『電撃萌王』2011年2月号-2012年2月号掲載分を収録。